# Nordmannia auronites
Nordmannia auronites är en fjärilsart som beskrevs av Adalbert Seitz 1908. Nordmannia auronites ingår i släktet Nordmannia och familjen juvelvingar. Inga underarter finns listade i Catalogue of Life.